# Сновська тисяча
Сновська тисяча — територіально-військове утворення в XII—XIII ст. з резиденцією в м. Сновськ у складі спочатку князівства Чернігвського, згодом Новгород-Сіверського князівства.

## Історія
Про місто Сновськ Іпатіївський літопис уперше згадує 1068 року під час опису вторгнення половців у володіння чернігівського князя Святослава Ярославича. Було форпостом Чернігова, відсунутим від нього на північний схід на відстані близько 30 км для захисту Чернігова від нападів кочівників.
Відновідно до сучасних досліджень увторилася у другій чверті XII ст. Сновська тисяча фігурує в джерелах вперше згадується 1149 року, коли Іпатіївський літопис, позповідаючи про захоплення Києва Юрієм Долгоруким, повідомляє, що, узявши місто, Юрій «посла по Володимира по Давыдовича Чернигову, и приҌха Володимиръ к Гюргеви и поклонися емоу. А Святославъ Олговичь поча емоу молвити: „Держиши отчину мою“. И тогда взя Курескъ и с Посемьемь, и Сновьскоую тисячю оу Изяслава, и Слоучьскъ, и Кльчьскъ, и вси ДрегвичҌ. И тако ся оуладивше и разъҌхашася». Тобто союзник
Долгорукого новгород-сіверський князь Святослав Ольгович зажадав від Володимира Давидовича повернути йому його колишні володіння. Володимир Чернігівський змушений був задовольнити претензії Святослава Олеговича, якому були повернені Курськ, міста і села по р. Сейм, а також Сновська тисяча, які до осені 1149 року знаходилися в руках Ізяслава Давидовича.
З розпадом великого князівства Чернігівська Сновська тисяча стала частиною Новгород-Сіверського князівства. Припинило існування після монгольської навали XIII ст.

## Межі
Точна територія Сновської тисячі не встановлено, ймовірно охоплювала землі уздовж річки Снові. Також можливо міста Карчевськ і Ворпотинск у більш пізній період входили до цієї тисячи. Гіпотеза вчених А. О. Насонова, О. К. Зайцева і В. П. Коваленка щодо охоплення цією тисячею міст Стародуб і Новгород-Сіверський натепер спростовано.